# Zammel
Zammel est un village belge situé dans la province d'Anvers. Le village se trouve à l'extrême sud de la ville de Geel et est bordé par la Grande Nèthe.

## Patrimoine
- L'église Saint-Laurent (nl). La chapelle dédiée à Saint Laurent existant à Zammel depuis le Moyen Âge a été élevée au rang d'église paroissiale en 1536. Elle a été démolie en 1795 pour cause de ruine et reconstruite en 1847 dans un style néogothique précoce sur un projet d'Eugeen Gife. Le clocher, conçu par J. van Gastel, a été achevé en 1864. Une restauration a été effectuée en 1998. L'église possède un mobilier néo-gothique de 1846 et une chaire en chêne de style baroque datant d'environ 1630, réalisée par E. Verbuecken, ainsi qu'un orgue de Henri De Volder de 1849. L'orgue De Volder contient encore un authentique jeu de viole de gambe de De Volder, ce qui est une grande rareté.
- La chapelle de Sainte Dymphne (nl) est située rue St Gerebernusstraat, entre Zammel et Oosterlo (nl). Selon la légende, Dymphne est restée ici dans un ermitage jusqu'à ce qu'elle soit découverte par son père. Par conséquent, un lieu de pèlerinage avec une chapelle et un puits de Sainte Dymphne s'y sont développés, puits aux eaux duquel on attribuait des pouvoirs miraculeux. Un tilleul a été planté près de la chapelle en 1627. Une chapelle plus grande avec un toit de chaume a été inaugurée en 1697. Elle a été rénovée en 1780, avec un toit en ardoise. Vers 1870, l'église a été reconstruite, et un porche droit a été ajouté après la Seconde Guerre mondiale. En 1990, la chapelle a été restaurée. La chapelle possède un crucifix polychrome du début du XVIIIe siècle et un autel de Sainte Dymphne en bois marbré de 1711 offert par Anthoon.

## Nature et paysage
Au sud de Zammel se trouve la réserve naturelle du Zammelsbroek (nl), près de la Grande Nèthe.

## Villages à proximité
- Oosterlo (nl), Westerlo, Geel Punt (nl), Veerle.